# Milky Way (Gebirgspass)
Der Milky Way (englisch für Milchstraße) ist ein Gebirgspass im Osten der Alexander-I.-Insel vor der Westküste der Antarktischen Halbinsel. Er verläuft zwischen dem südlichen Teil der LeMay Range und den Planet Heights und stellt den höchsten Punkt einer Route zwischen dem Jupiter- und dem Uranus-Gletscher dar.
Der britische Geograph Derek Searle vom Falkland Islands Dependencies Survey kartierte ihn 1960 anhand von Luftaufnahmen der US-amerikanischen Ronne Antarctic Research Expedition (1947–1948). Das UK Antarctic Place-Names Committee benannte ihn 1961 in Anlehnung an die Benennung der Planet Heights und der umgebenden Gletscher, die allesamt die Namen von Planeten des Sonnensystems tragen.